# 公爵夫人 (电影)
《浮華一世情》（英語：The Duchess）是2008年英國的一部電影，由Saul Dibb導演。電影改編自18世紀英國貴族德文郡公爵夫人乔治亚娜·卡文迪什的故事。

## 故事簡介
故事根據英國著名作家艾曼達霍文編寫的獲獎人物傳記改編，關於已故前英國王妃戴安娜的祖先史賓沙佐珍妮亞──18世紀英國一位傾倒眾生的公爵夫人傳奇而悲劇性的一生。擁有過人的風采魅力，在人前備受愛戴，但在人後卻被一段纏繞著三個人的婚姻摧殘，敢愛敢恨的時代女性，為追求自由與真愛付上沉重代價……相隔兩個世紀，佐珍妮亞與戴安娜卻有著相似的命運。
佐珍妮亞是十八世紀英國顛倒眾生的公爵夫人，生於富裕顯赫的史賓沙家族，十七歲時在母親的安排下，嫁給比她年長九年的貴族公爵威廉成為公爵夫人。佐珍妮亞的美貌和魅力享譽上流社會，備受愛戴，可是婚後才發覺與枕邊人同床異夢。在一次社交場合上，佐珍妮亞認識了與她同病相憐的貝絲，兩人成為密友，但她萬萬想不到唯一的好友竟成了丈夫的情婦，萬念俱灰的佐珍妮亞，縱情美酒與賭博，並重遇年輕時的玩伴查理斯格雷，發展出為世不容的戀情……敢愛敢恨的佐珍妮亞為追求真愛，甘願付出沉重代價。